# Papá Roncón
Guillermo Ayoví Erazo más conocido como Papá Roncón (Borbón, cantón Eloy Alfaro, 10 de noviembre de 1930 - Esmeraldas, 30 de septiembre de 2022) fue un afroecuatoriano, cantante y músico de marimba esmeraldeña.

## Biografía
Papá Roncón (Guillermo Ayoví Erazo ) nació en la población de Borbón, perteneciente al cantón Eloy Alfaro, de la Provincia de Esmeraldas, Ecuador, el 10 de noviembre de 1930. Falleció en Esmeraldas, el 30 de septiembre de 2022. Aprendió a tocar la marimba a una edad temprana con los Chachi. Comenzó a darse a conocer en la década de 1970, primero en su pueblo, y luego a nivel nacional e internacional, con giras en los Estados Unidos, Venezuela, Colombia y Japón. En 2001 recibió el Premio Eugenio Espejo por su contribución a la cultura ecuatoriana a través de la práctica y la enseñanza de la marimba y bailes tradicionales. También dirigió varias películas, incluyendo documentales.
Fue el fundador de la escuela de la cultura tradicional 'La Catanga', a través de la cual él enseñó a decenas de niños y jóvenes para que toquen marimba y bailen en la provincia de Esmeraldas.

## Matrimonio y descendencia
Él estuvo casado con su cónyuge Grimalda durante más de 50 años, tuvo 10 hijos, 14 nietos y unos 8 bisnietos.

## Trayectoria

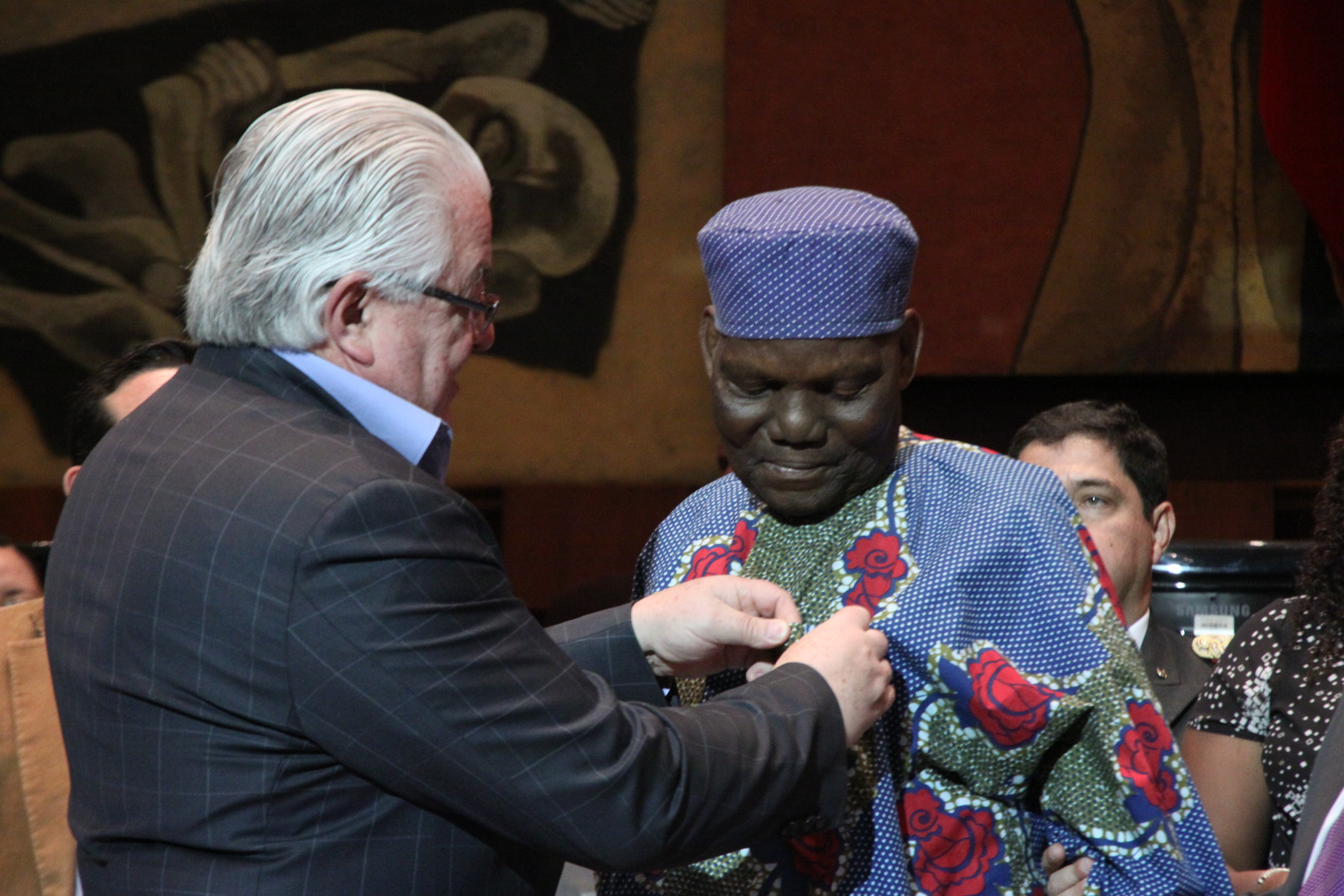
Condecoración en la Asamblea Nacional de Ecuador

### Nacional
- Paseó su talento por casi todas las provincias del país.
- Partició en varios festivales nacionales e internacionales de arte tradicional.
- Recibió reconocido a nivel nacional e internacional con sendas placas y pergaminos por su aporte a la cultura.
- Destacó su aporte y participación en la feria de Comidas Típicas Afroecuatorianas que realiza en Quito la ASCIRNE.
- Destacó su participación en la programación de “Agosto mes de las Artes”  en Quito.
- Participó como conferencista en el Simposio por la declaratoria de Marimba como Patrimonio Natural Intangible del Estado organizado por el Gobierno de la Provincia de Esmeraldas.
- Ganador del premio Eugenio espejo categoría cultural - año 2011.
- Condecorado por la Asamblea Nacional del Ecuador con la Orden Vicente Rocafuerte al Mérito Cultural.

### Internacional
Representó al Ecuador en un sinnúmero de eventos internacionales tales como:
- Festival de Tradiciones Afro, los Ángeles – EE. UU, junio de 1990.
- Festival de Lille – Francia, noviembre de 1991.
- Concierto en Sede de la Unesco, París – Francia, agosto de 1995.
- Varios conciertos en el estado de California, EE. UU, septiembre de 1998.
- Feria Mundial de Hanover, ciudad de Hanover – Alemania, octubre del 2000.
- Varios conciertos en ciudades del Japón, mayo del 2001.
- Segundo Encuentro del Patrimonio Cultural Afro de los Países Andinos, Caracas – Venezuela, noviembre del 2001.
- Feria de la Ecuatorianidad, New York, Julio del 2009.
- Encuentro Afrolatino, Brasil – 2010.
- Feria del Libro, Perú -2011.